# 阿曼—英國關係
英国和阿曼之间的关系是牢固和具有战略意义的。
英国在马斯喀特有大使馆，阿曼在伦敦有大使馆。

## 皇家访问
2010年11月，英国女王伊丽莎白二世访问阿曼，纪念阿曼国庆40周年，并参加阿曼盛大的庆祝活动。这是她第二次访问阿曼苏丹国(第一次是在1979年)。